# Taylor Nichols
Pour les articles homonymes, voir Nichols.
Taylor Nichols est un acteur américain né le 3 mars 1959 à East Lansing au Michigan.

## Filmographie

### Cinéma
- 1990 : Metropolitan : Charlie Black
- 1994 : Dirty Money : Herb
- 1994 : Barcelona : Ted Boynton
- 1995 : Headless Body in Topless Bar : Danny
- 1995 : Congo : Jeffrey Weems
- 1995 : Serpent's Lair : Paul Douglas
- 1995 : Le Président et Miss Wade : Stu
- 1995 : Best Wishes Mason Chadwick : Mason Chadwick
- 1997 : The Next Step : Le Studio : Peter
- 1997 : Cadillac : Todd
- 1997 : Born Bad : Agent Rickman
- 1998 : Les Derniers Jours du disco : Charlie et Ted Boynton
- 1998 : Mixed Blessings : Rob
- 1998 : Gideon : Dr Richard Willows
- 1999 : The Sex Monster : Billy
- 1999 : Serious Business : Bradford
- 2000 : Les Initiés : Harry Reynard
- 2000 : Mercury in Retrograde : Alex
- 2001 : Jurassic Park 3 : Mark
- 2005 : Age of Kali : Tom Watson
- 2007 : États de choc : le père de Sorrow
- 2010 : Case 219 : Richard Ewing
- 2010 : Black Mail : Lee Burrows
- 2011 : Damsels in Distress : Professeur Black
- 2011 : A Year in Morning : le patron
- 2012 : Possessions : Père Porter
- 2012 : Freeloaders : Kyle
- 2014 : Godzilla : l'analyste militaire
- 2014 : Bipolar : Donald Poole
- 2015 : Bestseller : Agent Hayes
- 2016 : 40 Nights : Joseph
- 2017 : Le Secret des Kennedy : Ted Sorensen
- 2019 : 1BR: The Apartment : Jerry
- 2020 : Tiger Within : Ted
- 2021 : Beauty, Brains, and Personality : Dr Neil Stroman
- 2021 : The Dinner Parting : Dr Rubenstein

### Télévision
- 1991-1992 : Man of the People : Richard Lawrence (10 épisodes)
- 1993 : Docteur Quinn, femme médecin : Général Custer (1 épisode)
- 1993-1996 : Arabesque : plusieurs personnages (4 épisodes)
- 1994-1999 : Chicago Hope : La Vie à tout prix : Gary Slater et Dr John Bradley (3 épisodes)
- 1996 : ABC Afterschool Special : Steve (1 épisode)
- 1997 : The Larry Sanders Show : Robbie (1 épisode)
- 1997 : Wings : Russell Greaney (1 épisode)
- 1997 : NewsRadio : Glenn (1 épisode)
- 1998 : Urgences : M. Adams (1 épisode)
- 1999-2000 : Amy : Dr Tracy Carroll (3 épisodes)
- 2000 : Running Mates : Dave
- 2000 : La Vie avant tout : Guy Davis (1 épisode)
- 2001 : FreakyLinks : Seth Hubbard (1 épisode)
- 2001 : Becker : Marty (1 épisode)
- 2001-2002 : Le Journal intime d'un homme marié : Doug Nelson (20 épisodes)
- 2002 : FBI : Portés disparus : Tom Wilkins (1 épisode)
- 2003 : Division d'élite : Charles Brinkmeyer (1 épisode)
- 2003 : Le Protecteur : Alex Kaller (1 épisode)
- 2004 : FBI : Opérations secrètes : M. Miller (1 épisode)
- 2004 : The Practice : Donnell et Associés : Père Tom Dugan (3 épisodes)
- 2004 : According to Jim : Lloyd (1 épisode)
- 2004 : Las Vegas : Dr Wilson (1 épisode)
- 2004 : Les Experts : Kevin Greer (1 épisode)
- 2005 : NIH : Alertes médicales : Raymond (1 épisode)
- 2005 : Sleeper Cell : Cassidy (1 épisode)
- 2006 : 24 Heures chrono : Burke (1 épisode)
- 2006 : Médium : Paul Downey (1 épisode)
- 2006 : Jericho : Norman Perry (1 épisode)
- 2007 : Prison Break : Dr Erik Stammel (1 épisode)
- 2007 : Monk : Steven Connelly (1 épisode)
- 2007-2008 : Friday Night Lights : Kevin et le petit-ami de Pamela (3 épisodes)
- 2007-2008 : Esprits criminels : William Reid (3 épisodes)
- 2009 : Eleventh Hour : Dr Thomas Lowenthal (1 épisode)
- 2009 : Trauma : Will (1 épisode)
- 2010 : Modern Family : M. Plympton (1 épisode)
- 2010 : The Defenders : Kasso (1 épisode)
- 2011 : NCIS : Enquêtes spéciales : Hank Galvaston (1 épisode)
- 2013 : Bunheads : Doug Segal (1 épisode)
- 2014 : Mentalist : Alex Mildray (1 épisode)
- 2015 : Battle Creek : Pasteur Mathis (1 épisode)
- 2015 : NCIS : Los Angeles : Chad Brunson (1 épisode)
- 2015 : Minority Report : Dr Gage (1 épisode)
- 2016 : Bones : Thomas Hemingway (1 épisode)
- 2016 : Swedish Dicks : le gourou Sam (1 épisode)
- 2016-2017 : The Last Tycoon : Père Green (3 épisodes)
- 2019 : Dirty John : l'avocat de la défense (1 épisode)
- 2019 : The Rookie : Le flic de Los Angeles : Matt Christian (1 épisode)
- 2019-2020 : PEN15 : Curtis Kone (13 épisodes)
- 2020 : The Walking Dead : Jeremiah (1 épisode)
- 2020 : Perry Mason : Elder Seidel (7 épisodes)